# Christine Hakim
Christine Hakim, född 25 december 1957 i Kuala Tungkal, Jambi som Herlina Nathalie Christine Hakim är en indonesisk skådespelerska och regissör.
Hakim fick sitt genombrott med Cinta pertama (1973) för vilket hon belönades med Citra-priset för bästa kvinnliga huvudroll vid Indonesian Film Festival, ett pris hon under karriären fått motta sex gånger. Hon har även mottagit ett lifetime achievement award från Cinemanila International Film Festival och har varit jurymedlem vid filmfestivalen i Cannes. 2010 medverkade hon i den internationella storfilmen Lyckan, kärleken och meningen med livet. Hon har även medverkat i TV-serier, varit verksam som filmproducent och inom dokumentärfilm samt välgörenhet med fokus på utbildning och autism.

## Filmografi
- 2010 – Lyckan, kärleken och meningen med livet
- 2009 – Merantau
- 2008 – In the Name of Love
- 2007 – Anak-anak Borobudur
- 2004 – Puteri gunung ledang
- 2001 – Pasir berbisik (även regissör)
- 1998 – Daun di atas bantal (även regissör)
- 1997 – Gordel van smaragd
- 1996 – Nemuru otoko
- 1991 – Tod auf Bali (tv-serie)
- 1988 – Irisan-Irisan hati
- 1988 – Tjoet Nja' Dhien
- 1987 – Kerikil-Kerikil tajam
- 1983 – Dibalik kelambu
- 1982 – Seputih hatinya, semerah bibirnya
- 1981 – Badai pasti berlalu
- 1976 – Hapuslah air matamu
- 1976 – Si Doel anak modern
- 1973 – Cinta pertama